# Jane Fortune
Jane Fortune (9 augustus 1942 – 23 september 2018) was een Amerikaanse filantroop en schrijfster. Veel van haar activiteiten gedurende de laatste decennia van haar leven 
waren gericht op het vergroten van de bekendheid van Florentijnse vrouwelijke kunstenaars en hun werk.

## Biografie
Jane Fortune was telg uit een familie die rijk geworden was in de telefoniesector. William Fortune, haar overgrootvader, stichtte echter niet alleen de eerste telefoonmaatschappij van de stad, maar ook de lokale afdeling van het Rode Kruis. Daarmee legde hij zowel de financiële als de ideële basis voor het werk van veel van zijn nazaten.
Fortune werd geboren in Indianapolis en was oudste in een gezin met vier kinderen. Haar ouders, William L. Fortune en Jane Hennessy, waren journalist en bovendien filantroop, net als veel familieleden. Haar vader was daarnaast een belangrijke persoon in de industriële en publieke sector van de staat. 
Na haar middelbare school in Indianapolis studeerde ze aan het Western College for Women in Ohio (later onderdeel van de Miami-universiteit in Oxford) en bracht een jaar door in Florence. Daar begon haar levenslange liefde voor deze stad. Ze studeerde vervolgens enige tijd aan het Rosemont College, maar rondde deze opleiding niet af. Ze trouwde in 1964 met John Medveckis. Met hem kreeg ze twee kinderen. Fortune steunde in de regio waar ze woonde, Philadelphia, maar ook in New York en Washington, musea en educatieprogramma's. Veel aandacht schonk ze aan het beter toegankelijk maken van kunst voor gehandicapten. 
Vanaf 2005 richtte ze zich op de erkenning van door vrouwelijke kunstenaars in Florence gemaakte kunstwerken. Ze verbleef ook geregeld in deze stad.
In 2018 overleed ze thuis in Indianapolis op 76-jarige leeftijd, aan kanker.

## Vrouwelijke Renaissance-kunst
Fortune kwam in 2006 op het spoor van de zestiende-eeuwse Plautilla Nelli. Ze was zeer onder de indruk van het werk van deze schilderes, die geldt als de eerste Italiaanse Renaissance kunstenaar van het vrouwelijke geslacht. Vervolgens ontdekte ze dat Nelli weinig bekend was en bovendien dat ook haar werk en dat van haar vrouwelijke tijdgenoten veelal onbekend was of in erbarmelijke staat verkeerden. Fortune besloot hierin verandering te brengen. Ze richtte de "Stichting Advancing Women Artists" op, die met behulp van restaurateurs en kunsthistorici het werk van de zestiende-eeuwse door vrouwen gemaakte kunst in kaart moest brengen en waar nodig de werken liet restaureren. Het leidde tot de ontdekking en herontdekking van duizenden kunstwerken. Fortune schreef boeken en artikelen over deze vrouwelijke renaissance, en maakte er een documentaire over. Later breidde ze haar inspanningen uit tot de Toscaanse kunst in het algemeen en tot latere vrouwelijke kunstenaars.    
In haar boek Invisible Women: Forgotten Artists of Florence uit 2009 geeft ze een overzicht van de vrouwelijke kunstenaars in Florence. In 2012 verscheen haar, samen met Linda Falcone geschreven, gids die aangeeft in welke musea dit werk te zien is: Art by Women in Florence: A Guide through Five Hundred Years. In 2010 startte Fortune een onderzoeksprogramma, bedoeld om nieuw archiefmateriaal te vinden over de geschiedenis van vrouwelijke kunstenaars. Ook schreef ze tot aan haar dood in de The Florentine, een Engelstalig blad in Toscane, over kunst in deze regio.

## Erkenning
Op uiteenlopende manieren kreeg Fortune waardering voor haar werk. Ze ontving een eredoctoraat van de Indiana University en in 2007 voor haar werk voor gehandicapten van de Adviesraad voor gehandicapten in Indianapolis de "Accessibility Award". In 2008 volgde de 'Spirit of Philanthropy Award' van de universiteit van Indiana en in 2013 een regionale Emmy Award voor de documentaire Invisible Women: Forgotten Artists of Florence, die was gebaseerd op haar boek Invisible Women: Forgotten Artists of Florence.
- Bibliothèque nationale de France: cb16222194p (data)
- Gemeinsame Normdatei: 140626972
- International Standard Name Identifier: 0000 0000 8172 4561
- Library of Congress Control Number: n2010015736
- Système universitaire de documentation: 148598765
- Virtual International Authority File: 107300859
- WorldCat: E39PBJgxtMBrmw3vgHg8YKK68C